# Nyctemera evergistaria
Nyctemera evergistaria är en fjärilsart som beskrevs av Achille Guenée 1857. Nyctemera evergistaria ingår i släktet Nyctemera och familjen björnspinnare. Inga underarter finns listade i Catalogue of Life.